# Shinchu Tsuyoshi
Tsuyoshi Shinchu (sinh ngày 28 tháng 11 năm 1986) là một cầu thủ bóng đá người Nhật Bản.

## Sự nghiệp câu lạc bộ
Tsuyoshi Shinchu đã từng chơi cho Fagiano Okayama, Matsumoto Yamaga FC và Kagoshima United FC.